# Tyler Freeman
Tyler Freeman (* 9. Januar 2003 in Overland Park, Kansas) ist ein US-amerikanischer Fußballspieler. Der Flügelspieler spielt seit März 2022 bei Loudoun United, dem Farmteam von D.C. United.

## Karriere

### Im Verein
Freeman wurde in Overland Park, Kansas geboren und wuchs im nahegelegenen Shawnee in der Metropolregion Kansas City auf. 2014 kam er im Alter von 11 Jahren in die Jugendabteilung von Sporting Kansas City und spielte dort von der U12 bis zur U19. Anfang Oktober 2018 erhielt der 15-Jährige einen Profivertrag bis zum 31. Dezember 2022 mit einer Option auf ein weiteres Jahr und wurde zur Saison 2019 in den Kader für die Major League Soccer aufgenommen. Beim MLS-Team gehörte der Flügelspieler unter dem Cheftrainer Peter Vermes einmal dem Spieltagskader an, kam aber nicht zum Einsatz. Spielpraxis sammelte er weiterhin in der U19 sowie beim Farmteam, den Swope Park Rangers, für das er 17-mal in der USL Championship auflief und ein Tor erzielte.
In der Saison 2020 kam der 17-Jährige in der MLS erneut zu keinem Einsatz. Er spielte 9-mal für das Farmteam, das zu dieser Spielzeit in Sporting Kansas City II umbenannt wurde, und erzielte 2 Tore. Darüber hinaus wurde er auch in der U19 eingesetzt. Ebenso verhielt es sich in der Saison 2021, in der Freeman bis Ende Juli 2021 zu keinem MLS-Einsatz kam und 9-mal (3 Tore) in der USL Championship spielte.
Anfang August 2021 wechselte Freeman bis zum Ende der Saison 2021/22 auf Leihbasis nach Deutschland zum Karlsruher SC. Sporting Kansas City behielt sich jedoch das Recht vor, die Leihe vorzeitig beenden zu können. Beim KSC stand der 18-Jährige im Kader der A-Junioren (U19). Nachdem er bis zur Winterpause 4-mal in der A-Junioren-Bundesliga zum Einsatz gekommen war, beendeten die US-Amerikaner die Leihe Mitte Januar 2022 vorzeitig.
Im März 2022 wechselte der 19-Jährige in die USL Championship zu Loudoun United, dem Farmteam des MLS-Franchises D.C. United. Im April 2022 kam er für D.C. United zu einem Einsatz im Lamar Hunt U.S. Open Cup.

### In der Nationalmannschaft
Freeman spielte für die US-amerikanische U17-Nationalmannschaft. Mit ihr nahm er unter dem Cheftrainer Raphael Wicky im Mai 2019 an der CONCACAF U17-Meisterschaft teil und belegte den 2. Platz.